# Reaction Dynamics
Reaction Dynamics est une entreprise de l'aérospatial canadienne basée à Longueuil, au Québec. Fondée en 2017, elle développe un lanceur léger nommé Aurora, utilisant la technologie de propulsion hybride. Le premier vol suborbital de la fusée aura lieu en 2025, suivi d'un premier vol orbital en 2028.

## Historique
La société Reaction Dynamics est créée en 2017 à Montréal. Elle a été fondée par Bachar Elzein dans le but de développer une fusée à propulsion hybride à faible coût. Elle a reçu plusieurs contribution de l'Agence spatiale canadienne pour de la recherche et développement dans le cadre du programme de développement des technologies spatiales, dont la plus importante est de 1,5 million de dollars canadiens en 2020. Une ronde de financement de 5 millions à également été réalisée en 2020 afin d'acquérir des équipements pour son usine à fusées. En mai 2022, le PDG Bachar Elzein dit avoir en poche des lettres d’intérêt d’une douzaine de clients venant du Canada, des États-Unis et d’Europe dont la valeur s’approchait du demi-milliard de dollars.
En mai 2022, Reaction Dynamics a signé un accord avec la société canadienne Maritime Launch Services afin de pouvoir faire des tests suborbitaux et orbitaux depuis sa base de lancement située à Canseau, en Nouvelle-Écosse,.

## Projets

### Aurora
Aurora est un lanceur en cours de développement capable de placer entre 50 et 150 kg sur une orbite basse de 500 km. Les deux étages sont propulsés par des moteurs-fusées utilisant un mélange d'ergols liquides et solides. La fusée a une hauteur de 18 m et un diamètre de 1,8 m. Le premier étage est propulsé par 9 moteurs-fusées hybrides fournissant chacun 21,6 kN de poussée après le décollage et dont les réservoirs sont faits en composite de carbone. Le deuxième étage est propulsé par un seul moteur-fusée hybride dont la tuyère est adaptée au fonctionnement dans le vide. La coiffe a une hauteur de 2,5 m et un diamètre de 1,3 m. Une série de tests suborbitaux doit débuter au printemps 2023 dans le but de tester la fusée, les procédures de lancement et les systèmes de contrôle au sol ainsi que de préparer l'obtention de permis pour un premier vol orbital en 2024,.

### RE 201/202
Reaction Dynamics développe pour sa fusée Aurora un moteur-fusée hybride dont les ergols solides sont faits notamment à partir de polymères recyclés. Les composantes des moteurs sont conçues à l'aide de techniques de fabrication additive issues de l'impression métallique 3D. Des tests de mise à feu à petite échelle ont lieu depuis 2018 dans une ancienne mine désaffectée de Saint-Joseph-de-Coleraine, près de Thetford Mines, avec des essais à plus grande échelle en cours depuis 2020 avec deux itérations de la version orbitale du moteur, RE 201 et RE 202,,. L'essai le plus récent du RE 202 a eu lieu en mars 2024. La durée totale de la mise à feu fut d'environ 12 secondes. 

### RE 101/102
Le classe de moteurs-fusée RE 101 mise au point par Reaction Dynamics a pour but principal de faciliter le développement du carburant hybride solide breveté par la compagnie. Le RE 101 est de plus petite taille que le RE 201/202, et plus simple a utiliser. Le RE 101 n'est destiné qu'aux essais statiques, au sol. La compagnie a enregistré un record interne de 6 mises à feu en une seule journée à l'aide du RE 101. Un objectif secondaire du RE 101 est l'essai des tuyères à refroidissement par circulation, une technologie qui permetterait d'éviter l'érosion de la tuyère et donc augmenterait l'efficacité du moteur-fusée hybride. Une mise à feu de 30 secondes du RE 101 muni d'une tuyère à refroidissement par circulation a été accomplie avec succès en Décembre 2023 par Reaction Dynamics.  
La classe de moteurs-fusée RE 102, dont l'architecture est inspirée du RE 101, est en cours de développement et servira à propulser la fusée suborbitale Aurora. Le RE 102 serait plus léger et compact que le RE 101. 